# Guillermo Cuadra Fernández
Guillermo Cuadra Fernández (Madrid, Comunitat de Madrid, 25 d'abril de 1984) és un àrbitre de futbol espanyol de la Primera Divisió d'Espanya. Pertany al Comitè d'Àrbitres de les Illes Balears.

## Trajectòria
Després de tres temporades en Segona Divisió, on va dirigir 58 partits, aconsegueix l'ascens a la Primera Divisió d'Espanya conjuntament amb el col·legiat càntabre Adrián Cordero Vega i el col·legiat navarrès Eduardo Prieto Iglesias.
Va debutar el 17 d'agost de 2018 a primera divisió en un partit que va enfrontar el Girona Futbol Club contra el Reial Valladolid Club de Futbol (0-0).

## Internacional
El juliol de 2019 es va anunciar que Quadra Fernández aconseguiria la internacionalitat a partir de l'any 2020. Des del dia 1 de gener de 2020 és àrbitre internacional.

## Temporades
| Categoria          | País    | Any       | Partits |
| ------------------ | ------- | --------- | ------- |
| Segona Divisió "B" | Espanya | 2013-2015 | 27      |
| Segona Divisió     | Espanya | 2015-2018 | 58      |
| Primera Divisió    | Espanya | 2018-     | 19      |